# Любча (Куявсько-Поморське воєводство)
Любча (пол. Lubcza) — село в Польщі, у гміні Венцборк Семполенського повіту Куявсько-Поморського воєводства.
Населення — 392 особи (2011).
У 1975-1998 роках село належало до Бидгощського воєводства.

## Демографія
Демографічна структура станом на 31 березня 2011 року:
|          | Загалом | Допрацездатний вік | Працездатний вік | Постпрацездатний вік |
| -------- | ------- | ------------------ | ---------------- | -------------------- |
| Чоловіки | 203     | 49                 | 140              | 14                   |
| Жінки    | 189     | 43                 | 110              | 36                   |
| Разом    | 392     | 92                 | 250              | 50                   |